# Apheliona expansa
Apheliona expansa är en insektsart som beskrevs av Irena Dworakowska 1994. Apheliona expansa ingår i släktet Apheliona och familjen dvärgstritar. Inga underarter finns listade i Catalogue of Life.